# Trigonometrische Konstante ausgedrückt in reellen Radikalen

Die primären Lösungswinkel in der Form (cos,sin) auf dem Einheitskreis sind bei Vielfache von 30° und 45°.

Es gibt unendlich viele Winkel, für welche die Werte der trigonometrischen Funktionen durch explizite genaue Ausdrücke unter Verwendung der elementaren Rechenoperationen und von Wurzelausdrücken (Radikale) gegeben werden können. Im Folgenden werden nur Quadratwurzeln betrachtet. Wenn wir diesen Ausdruck für den Sinus kennen, können wir diesen für den Kosinus (und umgekehrt) bestimmen mit der trigonometrischen Identität {\displaystyle \sin ^{2}x+\cos ^{2}x=1}. Eindeutig werden wir in diesem Fall auch einen genauen Wert für den Tangens und Kotangens finden.
{\displaystyle \cos \left({\frac {2\pi }{n}}\right)} kann mit reellen Quadratwurzeln genau dann ausgedrückt werden, wenn das reguläre {\displaystyle n}-Eck ein konstruierbares Polygon ist: Dies bedeutet konkret, dass {\displaystyle n} ein Produkt einer Potenz von 2 und paarweise voneinander verschiedenen Fermat-Primzahlen ist.
Der Sinus und der Kosinus der Winkel, die ein Vielfaches von 3° sind, können mit Hilfe von reellen Quadratwurzeln auf eine elementare Art und Weise ausgedrückt werden. Für Winkel, die ein Vielfaches von 1°, jedoch kein Vielfaches von 3° sind, ist es andererseits nicht möglich, einen Ausdruck mit reellen Quadratwurzeln zu finden. Das hängt damit zusammen, dass solche Ausdrücke mit reellen Quadratwurzeln genau den Winkeln entsprechen, die mit Zirkel und Lineal konstruierbar sind und dass im Vorfaktor (die Winkel wurden in Grad angegeben) {\displaystyle {\frac {2\pi }{360}}={\frac {2\pi }{9\cdot 8\cdot 5}}} im Nenner eine {\displaystyle 9} auftaucht. Eine der Fermat-Primzahlen bei der Konstruktion regulärer n-Ecke mit Zirkel und Lineal ist die {\displaystyle 3}, die aber nur einmal als Faktor von {\displaystyle n} in {\displaystyle \cos \left({\frac {2\pi }{n}}\right)} auftauchen darf.
Wenn wir einen genauen Ausdruck mit reellen Radikalen für den Sinus und den Kosinus eines Winkels kennen, dann können wir die genauen Ausdrücke mit reellen Radikalen des halben Winkels mit Hilfe der Halbwinkelformeln bestimmen. Dies bedeutet, dass es unendlich viele Winkel zwischen 0° und 360° gibt, für welche solche Ausdrücke mit reellen Radikalen erzeugt werden können.
Allgemein lässt sich zeigen, dass die Werte von Kosinus und Sinus (und andere daraus gebildete trigonometrische Funktionen wie Tangens, Kotangens) an rationalen Vielfachen von {\displaystyle \pi } (wenn das Argument also eine rationale Zahl in Grad ist) algebraische Zahlen sind. Der Beweis ist einfach, verwendet die Eulersche Formel, den Satz von De Moivre und die Trennung in Real- und Imaginärteil. Umgekehrt gilt nach einem Satz von Alan Baker, dass, falls die Werte von Sinus oder Kosinus an einer Stelle {\displaystyle a2\pi } algebraisch sind, {\displaystyle a} entweder rational oder transzendent ist (aber nicht algebraisch und irrational). Kosinus und Sinus selbst sind wie die übrigen trigonometrischen Funktionen transzendente Funktionen, das heißt, sie genügen jeder für sich keinen algebraischen Gleichungen. Die Frage, wann Sinus und Kosinus an rationalen Stellen rationale Werte haben, beantwortet der Satz von Niven.

## Genaue Werte für Vielfache von 3°
Der Sinus und der Kosinus von Winkeln, die ein Vielfaches von 3° ({\displaystyle \textstyle {\mathrel {\hat {=}}}{\frac {2\pi }{120}}}) sind, können mit reellen Radikalen ausgedrückt werden. Die folgende Darstellung ist auf Winkel zwischen 0° und 45° beschränkt, da die anderen Fälle mittels der elementare Eigenschaften von Sinus und Cosinus abgeleitet werden können (insbesondere {\displaystyle \cos \alpha =\sin(90^{\circ }-\alpha )} und {\displaystyle \sin \alpha =\cos(90^{\circ }-\alpha )}).
| {\displaystyle {\boldsymbol {\theta }}} | {\displaystyle {\boldsymbol {\cos \theta }}}                                                                    | {\displaystyle {\boldsymbol {\sin \theta }}}                                                                    |
| --------------------------------------- | --- | --- |
| 0°                                      | {\displaystyle 1}                                                                                               | {\displaystyle 0}                                                                                               |
| 3°                                      | {\displaystyle {\frac {2({\sqrt {3}}+1){\sqrt {5+{\sqrt {5}}}}+{\sqrt {2}}({\sqrt {3}}-1)({\sqrt {5}}-1)}{16}}} | {\displaystyle {\frac {{\sqrt {2}}({\sqrt {3}}+1)({\sqrt {5}}-1)-2({\sqrt {3}}-1){\sqrt {5+{\sqrt {5}}}}}{16}}} |
| 6°                                      | {\displaystyle {\frac {{\sqrt {2}}{\sqrt {5-{\sqrt {5}}}}+{\sqrt {3}}({\sqrt {5}}+1)}{8}}}                      | {\displaystyle {\frac {{\sqrt {6}}{\sqrt {5-{\sqrt {5}}}}-({\sqrt {5}}+1)}{8}}}                                 |
| 9°                                      | {\displaystyle {\frac {{\sqrt {2}}({\sqrt {5}}+1)+({\sqrt {5}}-1){\sqrt {5+{\sqrt {5}}}}}{8}}}                  | {\displaystyle {\frac {{\sqrt {2}}({\sqrt {5}}+1)-({\sqrt {5}}-1){\sqrt {5+{\sqrt {5}}}}}{8}}}                  |
| 12°                                     | {\displaystyle {\frac {{\sqrt {6}}{\sqrt {5+{\sqrt {5}}}}+{\sqrt {5}}-1}{8}}}                                   | {\displaystyle {\frac {{\sqrt {2}}{\sqrt {5+{\sqrt {5}}}}-{\sqrt {3}}({\sqrt {5}}-1)}{8}}}                      |
| 15°                                     | {\displaystyle {\frac {\sqrt {2+{\sqrt {3}}}}{2}}}                                                              | {\displaystyle {\frac {\sqrt {2-{\sqrt {3}}}}{2}}}                                                              |
| 18°                                     | {\displaystyle {\frac {{\sqrt {2}}{\sqrt {5+{\sqrt {5}}}}}{4}}}                                                 | {\displaystyle {\frac {{\sqrt {5}}-1}{4}}}                                                                      |
| 21°                                     | {\displaystyle {\frac {2({\sqrt {3}}-1){\sqrt {5-{\sqrt {5}}}}+{\sqrt {2}}({\sqrt {3}}+1)({\sqrt {5}}+1)}{16}}} | {\displaystyle {\frac {2({\sqrt {3}}+1){\sqrt {5-{\sqrt {5}}}}-{\sqrt {2}}({\sqrt {3}}-1)({\sqrt {5}}+1)}{16}}} |
| 24°                                     | {\displaystyle {\frac {{\sqrt {5}}+1+{\sqrt {6}}{\sqrt {5-{\sqrt {5}}}}}{8}}}                                   | {\displaystyle {\frac {{\sqrt {3}}({\sqrt {5}}+1)-{\sqrt {2}}{\sqrt {5-{\sqrt {5}}}}}{8}}}                      |
| 27°                                     | {\displaystyle {\frac {2{\sqrt {5+{\sqrt {5}}}}+{\sqrt {2}}({\sqrt {5}}-1)}{8}}}                                | {\displaystyle {\frac {2{\sqrt {5+{\sqrt {5}}}}-{\sqrt {2}}({\sqrt {5}}-1)}{8}}}                                |
| 30°                                     | {\displaystyle {\frac {\sqrt {3}}{2}}}                                                                          | {\displaystyle {\frac {1}{2}}}                                                                                  |
| 33°                                     | {\displaystyle {\frac {2({\sqrt {3}}+1){\sqrt {5+{\sqrt {5}}}}-{\sqrt {2}}({\sqrt {3}}-1)({\sqrt {5}}-1)}{16}}} | {\displaystyle {\frac {2({\sqrt {3}}-1){\sqrt {5+{\sqrt {5}}}}+{\sqrt {2}}({\sqrt {3}}+1)({\sqrt {5}}-1)}{16}}} |
| 36°                                     | {\displaystyle {\frac {{\sqrt {5}}+1}{4}}}                                                                      | {\displaystyle {\frac {{\sqrt {2}}{\sqrt {5-{\sqrt {5}}}}}{4}}}                                                 |
| 39°                                     | {\displaystyle {\frac {{\sqrt {2}}({\sqrt {3}}-1)({\sqrt {5}}+1)+2({\sqrt {3}}+1){\sqrt {5-{\sqrt {5}}}}}{16}}} | {\displaystyle {\frac {{\sqrt {2}}({\sqrt {3}}+1)({\sqrt {5}}+1)-2({\sqrt {3}}-1){\sqrt {5-{\sqrt {5}}}}}{16}}} |
| 42°                                     | {\displaystyle {\frac {{\sqrt {2}}{\sqrt {5+{\sqrt {5}}}}+{\sqrt {3}}({\sqrt {5}}-1)}{8}}}                      | {\displaystyle {\frac {{\sqrt {6}}{\sqrt {5+{\sqrt {5}}}}-({\sqrt {5}}-1)}{8}}}                                 |
| 45°                                     | {\displaystyle {\frac {\sqrt {2}}{2}}}                                                                          | {\displaystyle {\frac {\sqrt {2}}{2}}}                                                                          |

Um die Werte der Tabelle zu ermitteln, kann folgendermaßen vorgegangen werden: Der 0° Winkel ist trivial; die 30° und 45° Winkel können von den entsprechenden Dreiecken abgeleitet werden, welche jeweils die Hälfte eines gleichschenkeligen Dreiecks und eines Quadrates sind; für den 18° Winkel können wir die Tatsache nutzen, dass das Verhältnis zwischen einer Diagonalen und einer Seite in einem regelmäßigen Pentagon dem goldenen Schnitt entspricht. Alle anderen Werte der Tabelle können mit Hilfe dieser Winkel und der trigonometrischen Identitäten wie Addition, Subtraktion, Halbwinkel und Doppelwinkel bestimmt werden.

## Genaue Ausdrücke, welche von konstruierbaren Polygonen abgeleitet werden
Die folgende Tabelle zeigt die ersten Werte von {\displaystyle \sin \left({\frac {2\pi }{n}}\right)}und {\displaystyle \cos \left({\frac {2\pi }{n}}\right)}, welche in reellen Radikalen ausgedrückt werden. Es ist anzumerken, dass {\displaystyle n} ein Produkt einer Potenz von 2 und untereinander verschiedenen Fermat-Primzahlen, oder, gleichbedeutend, dass das regelmäßige n-gon konstruierbar sein muss. Dabei sind die einzigen bekannten Fermatprimzahlen 3, 5, 17, 257 und 65537.
| {\displaystyle {\textbf {n}}} | {\displaystyle \cos \left({\frac {2\pi }{n}}\right)} | {\displaystyle \sin \left({\frac {2\pi }{n}}\right)}            |
| ----------------------------- | ---------------------------------------------------- | --------------------------------------------------------------- |
| {\displaystyle 1}             | {\displaystyle 1}                                    | {\displaystyle 0}                                               |
| {\displaystyle 2}             | {\displaystyle -1}                                   | {\displaystyle 0}                                               |
| {\displaystyle 3}             | {\displaystyle -{\frac {1}{2}}}                      | {\displaystyle {\frac {\sqrt {3}}{2}}}                          |
| {\displaystyle 4}             | {\displaystyle 0}                                    | {\displaystyle 1}                                               |
| {\displaystyle 5}             | {\displaystyle {\frac {{\sqrt {5}}-1}{4}}}           | {\displaystyle {\frac {{\sqrt {2}}{\sqrt {5+{\sqrt {5}}}}}{4}}} |
| {\displaystyle 6}             | {\displaystyle {\frac {1}{2}}}                       | {\displaystyle {\frac {\sqrt {3}}{2}}}                          |
| {\displaystyle 8}             | {\displaystyle {\frac {\sqrt {2}}{2}}}               | {\displaystyle {\frac {\sqrt {2}}{2}}}                          |
| {\displaystyle 10}            | {\displaystyle {\frac {{\sqrt {5}}+1}{4}}}           | {\displaystyle {\frac {{\sqrt {2}}{\sqrt {5-{\sqrt {5}}}}}{4}}} |
| {\displaystyle 12}            | {\displaystyle {\frac {\sqrt {3}}{2}}}               | {\displaystyle {\frac {1}{2}}}                                  |
| {\displaystyle 16}            | {\displaystyle {\frac {\sqrt {2+{\sqrt {2}}}}{2}}}   | {\displaystyle {\frac {\sqrt {2-{\sqrt {2}}}}{2}}}              |

## Satz von Niven
Gemäß dem Satz von Niven ist 30° der einzige Winkel {\displaystyle 0<\theta <90} Grad, der eine rationale Zahl in Graden ist und dessen Sinus ebenfalls eine rationale Zahl ist. Die einzigen Fälle, in denen der Sinus oder Kosinus für einen rationalen Wert des Winkels in Grad rational ist, sind somit im ersten Quadranten 0, 30, 60 und 90 Grad. Die einzigen rationalen Werte, die Sinus und Kosinus für rationale Argumente in Grad annehmen sind {\displaystyle 0,\pm 1,\pm {\frac {1}{2}}}. Ähnliches lässt sich auch für den Tangens zeigen, die einzigen rationalen Werte für rationale Werte des Winkels in Grad sind hier {\displaystyle 0} und {\displaystyle \pm 1} (und ebenso beim Kotangens).